# Юттфельд
Юттфельд (нім. Üttfeld) — громада в Німеччині, розташована в землі Рейнланд-Пфальц. Входить до складу району Бітбург-Прюм. Складова частина об'єднання громад Арцфельд.
Площа — 14,93 км2. Населення становить 386 ос. (станом на 31 грудня 2020).